# Ronde van Drenthe 2019
Il Ronde van Drenthe 2019, cinquantasettesima edizione della corsa, valido come evento dell'UCI Europe Tour 2019 categoria 1.HC, si è svolto il 17 marzo 2019 su un percorso di 217,6 km, con partenza da Zuidwolde e arrivo a Hoogeveen. La vittoria è stata appannaggio dell'olandese Pim Ligthart, che ha completato il percorso in 5h 15' 49" alla media di 41,348 km/h precedendo il connazionale Robbert de Greef e l'italiano Nicola Bagioli.
Sono stati 75 i ciclisti, dei 148 partiti da Zuidwolde, a portare a termine la competizione.

## Squadre partecipanti
| N.      | Cod. | Squadra                     |
| ------- | ---- | --------------------------- |
| 1-6     | CPT  | CCC Team                    |
| 11-15   | TFS  | Trek-Segafredo              |
| 21-27   | ANS  | Androni Giocattoli-Sidermec |
| 31-37   | BBH  | Burgos-BH                   |
| 41-47   | COF  | Cofidis                     |
| 51-57   | COC  | Corendon-Circus             |
| 61-67   | TDE  | Direct Énergie              |
| 71-77   | HBA  | Hagens Berman-Axeon         |
| 81-87   | ICA  | Israel Cycling Academy      |
| 91-97   | NIP  | Nippo-Vini Fantini-Faizanè  |
| 101-106 | RIW  | Riwal Readynez Cycling Team |

| N.      | Cod. | Squadra                   |
| ------- | ---- | ------------------------- |
| 111-117 | ROC  | Roompot-Charles           |
| 121-127 | SVB  | Sport Vlaanderen-Baloise  |
| 131-137 | VCB  | Vital Concept-B&B Hotels  |
| 141-147 | WVA  | Wallonie Bruxelles        |
| 151-157 | WGG  | Wanty-Gobert Cycling Team |
| 161-167 | ALE  | Alecto Cycling Team       |
| 171-177 | BRT  | BEAT Cycling Club         |
| 181-187 | MET  | Metec-TKH CC p/b Mantel   |
| 191-197 | MTA  | Monkey Town-à Bloc CT     |
| 201-207 | SEG  | SEG Racing Academy        |
| 211-217 | VLA  | Vlasman Cycling Team      |

## Ordine d'arrivo (Top 10)
| Pos. | Corridore         | Squadra      | Tempo    |
| ---- | ----------------- | ------------ | -------- |
| 1    | Pim Ligthart      | Direct       | 5h15'49" |
| 2    | Robbert de Greef  | Alecto       | a 3"     |
| 3    | Nicola Bagioli    | Nippo        | a 38"    |
| 4    | Emīls Liepiņš     | Wallonie     | a 39"    |
| 5    | Hugo Hofstetter   | Cofidis      | a 41"    |
| 6    | Aksel Nõmmela     | Wallonie     | s.t.     |
| 7    | Edward Planckaert | Sport Vlaan. | s.t.     |
| 8    | Paweł Bernas      | CCC Team     | s.t.     |
| 9    | Marco Canola      | Nippo        | s.t.     |
| 10   | Michael Gogl      | Trek         | s.t.     |